# مؤسسة الأمن المفتوح
مؤسسة الأمن المفتوحة (OSF) هي منظمة عامة غير ربحية 501 (c) (3) «أسسها ويديرها المتحمسون لأمن المعلومات».  أدارت المؤسسة العديد من المشاريع بما في ذلك قاعدة بيانات الثغرات الأمنية مفتوحة المصدر (OSVDB)، وقاعدة بيانات فقدان البيانات (DatalossDB)،  وCloutage [الإنجليزية].
أُسست المؤسسة في 2005 لتعمل منظمة داعمة لمشاريع الأمن مفتوحة المصدر. صممت وأسست في الأصل لدعم مشروع OSVDB، لكن نطاقه تطور لتقديم الدعم للعديد من المشاريع الأخرى.
تسمح المؤسسة للمنظمات والأفراد بتقديم مساهمات خيرية لدعم مشاريع الأمن مفتوحة المصدر التي تقدم قيمة للمجتمع العالمي. قدمت المؤسسة أيضًا إرشادات توجيهية وقانونية وإدارية وسياسية وغيرها من أشكال الدعم للعديد من المشاريع.
أنشأ المؤسسة كريس سولو وجاك كونس وبرين مارتن في أوائل عام 2004، وحصلت على حالة غير ربحية رسمية من US 501 (c) 3 في أبريل 2005 (EIN: 20-1178497).
أقامت المؤسسة في عام 2011 شراكة مع مؤسسة الأمن القائم على المخاطر لتلقي دعم تجاري لاثنين من مشاريعها.  أعلن مشروع OSVDB عن الانتهاء في 5 أبريل 2016.